# Kamil Novák
Ing. Kamil Novák (* 15. dubna 1967 Ostrava) je bývalý československý basketbalista, účastník Mistrovství Evropy 1999, dvojnásobný vicemistr Československa (1986, 1987), který se na funkční období 2014–2018 stal výkonným ředitelem Evropské basketbalová federace (FIBA Europe). Od října 2012 byl jejím generálním sekretářem.
V československé basketbalové lize hrál 7 sezón za týmy NHKG Ostrava a RH Pardubice. S NHKG Ostrava získal dvakrát titul vicemistra Československa (1986, 1987) a dvě čtvrtá místa (1985, 1990). V historické střelecké tabulce basketbalové ligy Československa (od sezóny 1962/63 do 1992/93) je na 86. místě s počtem 2858 bodů. V České basketbalové lize hrál v letech 1996-2000 za BK NH Ostrava, nejlepší umístění bylo 4. místo v roce 1999.
V dalších sezónách hrál basketbal v zahraničí. Dvě sezóny (1991 až 1993) v portugalských klubech FC Barreirense a FC Seixal, tři sezóny (1993-1996) za německý Rhöndorfer TV Tatami, v sezónách 2000/01 za rakouský UKJ St. Pölten a 2001/02 za lucemburský BBC Amicale Steinsel.
Hrál v 8 ročnících (40 zápasů) evropských klubových pohárů v basketbale, z toho 6 ročníků (36 zápasů) s NH Ostrava a 2 ročníky (celkem 4 zápasy) s UKJ St. Pölten, Rakousko a BBC Amicale Steinsel, Lucembursko. Ve 2 ročnících (12 zápasů) Poháru vítězů pohárů největším úspěchem byla účast ve čtvrtfinálové skupině v sezóně 1986-87. V 6 ročnících (28 zápasů) FIBA Poháru Korač největším úspěchem byla účast s NH Ostrava ve čtvrtfinálové skupině v sezónách 1982-83 a 1998-99.
Za reprezentační družstvo Československa v letech 1986-1991 odehrál 96 utkání. Hrál na Mistrovství Evropy v basketbale juniorů v roce 1986 v Rakousku (8. místo), kde byl se 108 body ze 7 zápasů nejlepším střelcem Československa.
Za českou basketbalovou reprezentaci hrál na Mistrovství Evropy 1999 ve Francii (12. místo) a v kvalifikacích na Mistrovství Evropy 1997 - Česká republika na 5. místě v semifinálové části ve skupině C a na Mistrovství Evropy 2001 - Česká republika na 4. místě v semifinálové části ve skupině B.
Od listopadu 2005 byl 7 let sportovním ředitelem Skyliners Frankfurt. V aezóně 2010/11 získali titul vicemistra Německa. V říjnu 2012 byl jmenován do funkce generálního sekretáře Evropské basketbalová federace (FIBA Europe) se sídlem v Mnichově.

## Hráčská kariéra

### Kluby
- 1984-1990 NHKG Ostrava - 2× vicemistr Československa (1986, 1987), 2× 4. místo (1985, 1990), 5. místo (1989), 8. místo (1988)
- 1990-1991 RH Pardubice - 6. místo (1991)
- 1991-1992 FC Barreirense, Portugalsko
- 1992-1993 FC Seixal, Portugalsko
- 1993–1996 Rhöndorfer TV Tatami, Německo
- 1996–2000 BK NH Ostrava - 4. místo (1999), 6. místo (2000), 2× 7. místo (1997, 1998)
- 2000–2001 UKJ St. Pölten, Rakousko
- 2001–2002 BBC Amicale Steinsel, Lucembursko
- Československá basketbalová liga celkem 7 sezón (1984-1991), 2858 bodů (86. místo) a 2 medailová umístění - 2× 2. místo (1986, 1987), 2× 4. místo (1985, 1990)
- Česká basketbalová liga celkem 4 sezóny (1996-2000) - 4. místo (1999)

Evropské poháry klubů
- Pohár vítězů pohárů - NHKG Ostrava - účast 2 ročníky (celkem 12 zápasů)
  - 1984-85 2 zápasy - osmifinále: UBSC Landis&Gyr Vídeň, Rakousko (118-93, 68-94) vyřazeni rozdílem jednoho bodu ve skóre
  - 1986-87 10 zápasů - 4. místo ve čtvrtfinálové skupině A: CSKA Moskva, Joventut Badalona (Španělsko), ASVEL Villeurbanne Lyon (Francie).

- FIBA Pohár Korač - 6 ročníků (celkem 28 zápasů)
  - NHKG / BK NH Ostrava - účast 4 ročníky (celkem 24 zápasů)
    - 1982-83 10 zápasů - 4. místo ve čtvrtfinálové skupině A (0-6): Banco di Roma Virtus (Itálie), Limoges CSP (Francie), KK Crvena Zvezda Bělehrad
    - 1987-88 4 zápasy - 2. kolo vyřazeni Dietor Virtus Bologna (Itálie)
    - 1996-97 2 zápasy - předkolo vyřazeni BC Echo Houthalen (Belgie)
    - 1998-99 8 zápasů - 4. místo ve čtvrtfinálové skupině F? CB Fórum Valladolid (Španělsko), Union Mons-Hainaut (Belgie), JDA Dijon (Francie)

  - 2000-01 2 zápasy - UKJ St. Pölten, Rakousko
  - 2001-02 2 zápasy - BBC Amicale Steinsel, Lucembursko

### Reprezentace
- 1986-1991 - za reprezentační družstvo Československa 96 utkání
  - Mistrovství Evropy juniorů 1985 - Vöcklabruck, Gmunden, Rakousko (108 bodů /7 zápasů) 8. místo, nejlepší střelec Československa
- 1992-2000 - za reprezentační družstvo České republiky 51 utkání
  - Mistrovství Evropy - 1999 Francie (52 bodů /6 zápasů) 12. místo
  - Kvalifikace (semifinálová část) pro Mistrovství Evropy 1999 (1 zápas) a 2001 (36 bodů /5 zápasů)

## Sportovní funkcionář
- 2005-2012: Sportovní ředitel Skyliners Frankfurt
- od 10/2012: generální sekretář Evropské basketbalová federace (FIBA Europe)
- 2014–2018: výkonný ředitel Evropské basketbalová federace